# إدموند بيرك (سياسي)
إدموند بيرك (بالإنجليزية: Edmund Burke) هو محامي ومُحرِّر وصحفي وضابط وسياسي أمريكي، ولد في 23 يناير 1809 في المملكة المتحدة، وتوفي في 25 يناير 1882 في الولايات المتحدة. حزبياً، نشط في الحزب الديمقراطي. وقد انتخب عضو مجلس النواب الأمريكي.